# Теннис на летних Олимпийских играх 2008
Соревнования по теннису на XXIX летних Олимпийских играх прошли с 10 по 17 августа. 176 спортсменов из 49 стран разыграли четыре комплекта наград. Теннисисты соревновались на открытых кортах с покрытием «хард».

## Общая информация

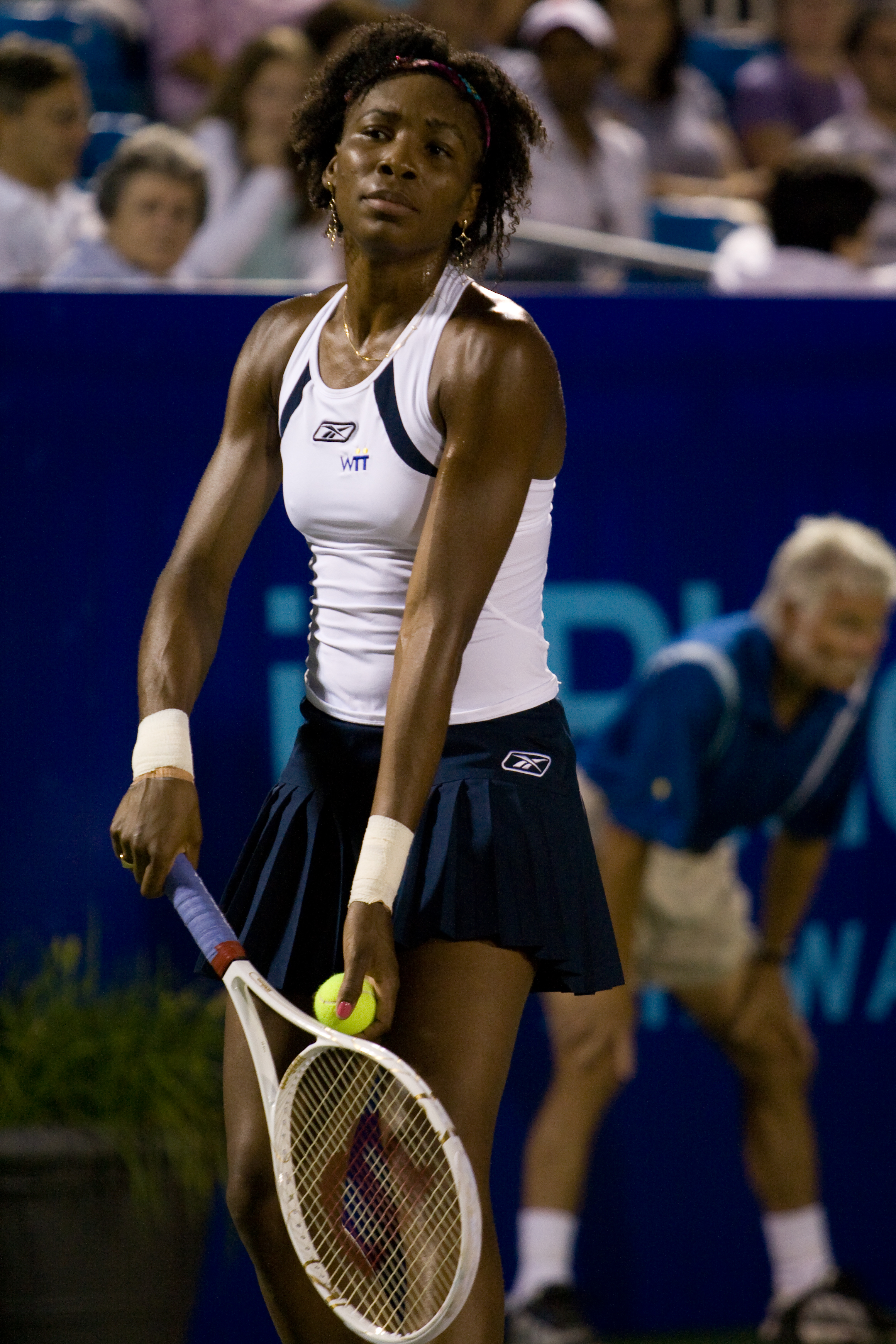
Американка Винус Уильямс в Пекине стала первой женщиной, выигравшей 3 олимпийских золота в теннисе

В Пекине выступали двое чемпионов Игр 2004 года: чилийцы Фернандо Гонсалес и Николас Массу, выигравшие тогда три медали в мужских турнирах.
В женском одиночном разряде во второй раз в истории подобных турниров одной стране покорился весь пьедестал почета: Елена Дементьева; Динара Сафина и Вера Звонарёва позволили сборной России повторить достижение сборной Великобритании столетней давности. Также эти три медали позволили евроазиатской команде стать самой успешной командой теннисного турнира. В третий раз принимавшая участие в олимпийском турнире Елена Дементьева смогла со второй попытки победить в финале одиночного разряда.
Сильнейшим в мужском одиночном соревновании стал испанец Рафаэль Надаль, проводивший в это время один из лучших периодов своей карьеры и незадолго до пекинского турнира впервые выигравший негрунтовый турнир Большого шлема. Медаль Надаля стала для Испании десятой в теннисных турнирах, но впервые её представители не просто пробились на пьедестал почёта, но и поднялись на его высшую ступеньку. В финале с Рафаэлем сыграл чилиец Фернандо Гонсалес, выигравший олимпийскую медаль в данном разряде на второй Олимпиаде подряд.
В женском парном разряде сильнейшими стали сёстры Уильямс, выигравшие подобное соревнование во второй раз за свою карьеру. Американки повторили достижение своих соотечественниц Джиджи и Мэри-Джо Фернандес по числу титулов в данном разряде. Винус, кроме того, стала первой трёхкратной чемпионкой олимпийских турниров (в 2000-м году ей покорилось одиночное соревнование).
В мужском парном разряде сильнейшими стали швейцарцы Роджер Федерер и Станислас Вавринка, принёсшие своей стране первое в истории «золото» в данном разряде олимпийских соревнований. Победа Роджера и Станисласа позволила европейским странам впервые с 1992 года стать сильнейшими в данном типе соревнований.

## Медали

### Общий зачёт
| Общее количество медалей |           |        |         |        |       |
| Место                    | Страна    | Золото | Серебро | Бронза | Всего |
| 1                        | Россия    | 1      | 1       | 1      | 3     |
| 2                        | Испания   | 1      | 1       | 0      | 2     |
| 3                        | США       | 1      | 0       | 1      | 2     |
| 4                        | Швейцария | 1      | 0       | 0      | 1     |
| 5                        | Чили      | 0      | 1       | 0      | 1     |
| 5                        | Швеция    | 0      | 1       | 0      | 1     |
| 7                        | Китай     | 0      | 0       | 1      | 1     |
| 7                        | Сербия    | 0      | 0       | 1      | 1     |

### Медалисты

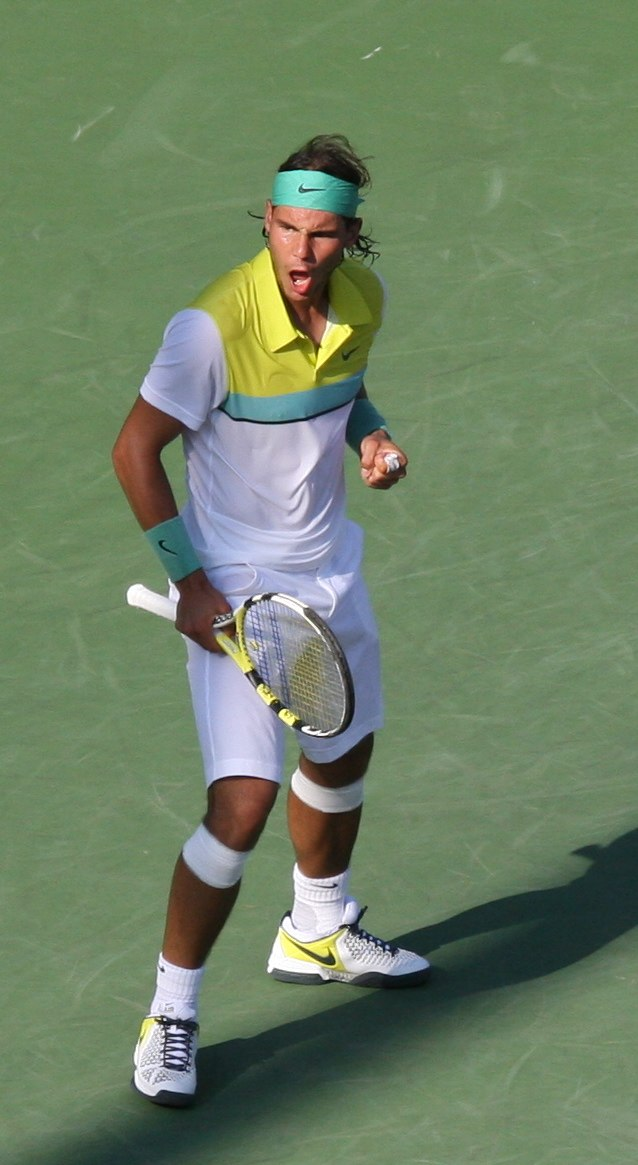
22-летний Рафаэль Надаль принёс Испании первое в истории олимпийское золото в теннисе

| Категория                | Золото                                     | Серебро                                                     | Бронза                         |
| Мужской одиночный разряд | Рафаэль Надаль Испания                     | Фернандо Гонсалес Чили                                      | Новак Джокович Сербия          |
| Мужской парный разряд    | Швейцария · Роджер Федерер · Стэн Вавринка | Швеция · Симон Аспелин · Томас Юханссон                     | США · Боб Брайан · Майк Брайан |
| Женский одиночный разряд | Елена Дементьева Россия                    | Динара Сафина Россия                                        | Вера Звонарёва Россия          |
| Женский парный разряд    | США · Серена Уильямс · Винус Уильямс       | Испания · Анабель Медина Гарригес · Вирхиния Руано Паскуаль | Китай · Янь Цзы · Чжэн Цзе     |

## Очки
| Стадия                 | Золото | Серебро | Бронза | 1/2 | 1/4 | 1/8 | 1/16 | 1/32 |
| ---------------------- | ------ | ------- | ------ | --- | --- | --- | ---- | ---- |
| Одиночные соревнования |        |         |        |     |     |     |      |      |
| Мужчины                | 400    | 280     | 205    | 155 | 100 | 50  | 25   | 5    |
| Женщины                | 353    | 245     | 175    | 135 | 90  | 48  | 28   | 1    |

## Спортивные объекты
Местом проведения соревнований был Олимпийский зелёный теннисный центр.

## Квалификация
Каждая страна имела право заявить 6 женщин и 6 мужчин, с учетом того, что в одиночном разряде каждая страна должна иметь не больше 4 спортсменов, а в парном разряде не больше 2 пар.
| Критерия               | Квалификация | Дата               | Мужчины  | Женщины  |
| Одиночки               | Одиночки | Одиночки           | Одиночки | Одиночки |
| ---------------------- | --- | ------------------ | -------- | -------- |
| Мировой рейтинг        | 48 теннисистов квалифицируется согласно мировому рейтингу. Каждый спортсмен, который квалифицировался на одиночные соревнования автоматически имеет право принимать участие и в парном разряде. | 9 июня 2008        | 48       | 48       |
| Приглашение комиссии   | 2 места в мужском разряде и два места в женском. | Апрель — Июнь 2008 | 2        | 2        |
| Финальная квалификация | 8 мест будет распределено по мировому рейтингу, 6 мест будут распределены для различных континентов и НОК.                                                                                      | 2 июля 2008        | 14       | 14       |
| Пары                   | |                    |          |          |
| Мировой рейтинг        | 10 теннисистов квалифицируется согласно мировому рейтингу. Каждый спортсмен, который квалифицировался на одиночные соревнования автоматически имеет право принимать участие и в парном разряде. | 9 июня 2008        | 10       | 10       |
| Финальная квалификация | Последние 86 мест будут распределены для различных континентов и НОК. | 2 июня 2008        | ?        | ?        |

По следующим критериям теннисисты могут квалифицироваться на олимпийский турнир:
- Мировой рейтинг.
- Присутствие квалифицировавшихся теннисистов от определённой страны.
- Развитие тенниса в стране.
- Географическое положение.

## Судьи
Технические делегаты —  Джеймс Джон,  Эйити Каватей
Главный судья —  Стефан Франссон
Помощники главного судьи:
- Эндрю Джарретт
- Донна Келсо
- Уэйн Маккьюэн
- Джулия Орланди

Шеф судей —  Ян Кушак
Помощники шефа судей —  Нао Каватей,  Нитин Каннамвар,  Чжан Жуань
Судьи на вышке:
- Ахмед Абдель-Азим
- Мариана Алвеш
- Ева Асдераки[итал.]
- Аситха Аттигала
- Карлос Бернардес
- Тамара Врховец
- Джейк Гарнер
- Ларс Графф
- Эмманюэль Жозеф
- Габриэла Залога
- Иветтер Кан
- Али Катеби
- Андрей Корнилов
- Элисон Лэнг[англ.]
- Паскаль Мария[фр.]
- Энрик Молина
- Кадер Нуни[фр.]
- Карлуш Рамуш[англ.]
- Раффаэла Сери
- Николас Стеллаботте
- Роланд Херфель
- Дамиан Штайнер